# Counting On
Counting On (precedentemente Jill & Jessa: Counting On) è un reality show statunitense spin-off di 21 sotto un tetto trasmesso dal canale via cavo TLC a partire dalla fine del 2015. Lo show segue le vite dei figli maggiori di Jim Bob e Michelle Duggar. Sebbene Joshua "Josh" James Duggar, primo figlio di Jim Bob e Michelle, non appaia nello show, sua moglie Anna e i loro figli appaiono spesso.
Counting On è stato cancellato il 29 giugno 2021, in seguito all'arresto di Josh Duggar per possesso di materiale pedopornografico.

## Cast principale

### Jana Duggar
Jana Marie Duggar è nata il 12 gennaio 1990 a Tontitown da Jim Bob Duggar e Michelle Ruark ed è la seconda dei loro 19 figli nonché gemella di John-David.
Dopo aver superato il GED a 16 anni, Jana ha studiato come assistente ostetrica; suona il piano, il violino e l'arpa e ha fatto volontariato come aiuto pompiere. Migliore amica di Laura DeMasie che la segue in molte attività ed eventi della famiglia Duggar. Ha una labrador retriever bianca, Willow.
Dato che non è sposata pur essendo la maggiore delle sorelle Duggar, la stampa l'ha soprannominata Cinderella e ha "accusato" Jim Bob e Michelle di negarle la possibilità di avere una famiglia propria per far sì che si occupi di fratellini, sorelline e nipotini.
Dal 15 agosto 2024 è sposata con Stephen Gerald Wissmann (1993) e i due vivono a Milford (Nebraska).

### John & Abbie Duggar
John-David "John" Duggar e Abbie Grace Burnett iniziano ufficialmente il corteggiamento il 26 aprile 2018, il 25 luglio si fidanzano e il 3 novembre si sposano alla First Baptist Church di Ada (Oklahoma).
John è nato il 12 gennaio 1990 a Tontitown da Jim Bob Duggar e Michelle Ruark ed è il terzo dei loro 19 figli, nonché gemello di Jana.
Abbie è nata il 16 aprile 1992 a Stratford (Oklahoma) da John "Johnny" Haskell Burnett II (1958) e Cheryl Denise Clay (1959) ed è la 4ª di 8 figli: John-Clay Byford (1986; sposato e padre 4 figli), Hannah Joy in Dornink (1988; sposata e madre di 5 figli), Caleb Andrew (1990; sposato e padre di 2 figli), lei, Charity Faith in Weardon (1994; sposata e madre di 2 figli), le gemelle Maggie Ruth in Becerra Nino (1996; sposata) e Corinna Elizabeth in Penn (1996; sposata e madre di 2 figli) e Benjamin Josiah Burnett (2000; sposato e con 1 figlio).
Per le nozze, celebratesi alla First Baptist Church di Ada, John ha scelto come best man il fratello Joseph e come groosemen il fratello Josh, gli amici Nathan Bates e?, Austin Forsyth, Benjamin Burnett mentre Abbie ha scelto come matron of honor la sorella Hannah e come braidesmaids le sorelle Charity, Maggie e Carinna, due amiche e Jana; inoltre Jordyn e Meredith Duggar - figlia di Josh - hanno sparso i fiori mentre Marcus Duggar - figlio di Josh - Israel Dillard - figlio di Jill - ed Evan Dornink - figlio della sorella di Abbie,  Hannah - hanno portato gli anelli. Abbie indossava un abito di Renee Miller.
La coppia è stata in luna di miele in Finlandia. 
I Duggar vivono a Washington County in una casa-container.
John-David e Abbie hanno 2 figli (1 femmina e 1 maschio):
|   | Nome                          | Data di nascita      | Note                                                   |
| - | ----------------------------- | -------------------- | ------------------------------------------------------ |
| 1 | Grace "Gracie" Annette Duggar | 7 gennaio 2020, 3:21 | 3,48 kg per 52 cm; nata in ospedale con parto naturale |
| 2 | Charles "Charlie" Duggar      | settembre 2022       |                                                        |

Data l'età (29 lui e 26 lei) hanno seguito regole di corteggiamento meno rigide che permettevano contatti telefonici non sorvegliati, abbracci occasionali e che John-David mettesse il braccio attorno alle spalle di Abbie.
John-David, dopo aver superato il GED a 16 anni, ha iniziato a lavorare per l'azienda di costruzioni del padre mentre Abbie è infermiera diplomata.

### Jessa & Ben Seewald
Jessa Lauren Duggar e Benjamin "Ben" Michael Seewald si conoscono in chiesa nell'estate del 2013, a settembre iniziano ufficialmente il corteggiamento e il 15 agosto 2014 si fidanzano con una proposta avvenuta dopo una caccia al tesoro terminata alla Thorncrown Chapel a Eureka Springs (AK). La coppia si sposa il 1º novembre 2014 a Bentonville.
Jessa è nata il 4 novembre 1992 a Tontitown da Jim Bob Duggar e Michelle Ruark ed è la quinta dei loro 19 figli.
Benjamin "Ben" Michael Seewald è nato il 19 maggio 1995 a Hot Springs (Arkansas) da Michael A. Seewald (1974) e Guinnevere "Guinn" M. Eaton (1974) ed è il primo di 7 figli: lui, Jessica Lane ex Lester in Coates (1997; divorziata; moglie e madre di una figlia), Danielle Grace in Howard (2000; moglie), Michelle Alaine in Barger (2002; moglie e madre di una figlia), Ethan Matthew (2004; marito), Faith Elizabeth (2006) e Thomas Jack (2009).
Per le nozze, celebratesi a Bentonville, Jessa ha scelto come maide of honro Jinger e come braidesmaids Jana, Jill, e Joy-Anna, le amiche Amara Query, Anna Hackel, Peyton Weiss e Jennifer Hartono e Jessica, Danielle e Michelle Seewald - sorelle di Ben - mentre Ben ha scelto come best man Dylan McMahan e come groommen il fratello Ethan, il cugino Russ Seewald, Joseph e Josiah e agli amici Dan Robinson, Dylan McMahan, Jake Hendrix, Kolton Kulis, Rob Flowers, Ryan Schofield; inoltre Thomas - fratello di Ben - ha portato gli anelli e Jordyn-Grace e Faith - sorella di Ben - hanno sparso i fiori. Jessa ha scelto come colore il rosa pesca. Invece della torta nuziale, al ricevimento è stato servito del gelato. La coppia ha deciso di non rispettare la tradizione dei Duggar che vuole che il primo bacio avvenga all'altare di fronte a tutti e di scambiarselo dopo con un fotografo come unico testimone.
La coppia è stata in luna di miele in varie città europee tra cui Parigi, Venezia e Roma.
I Seewald vivono a Fayetteville (Arkansas) e hanno 5 figli (3 maschi e 2 femmine):
|   | Nome                             | Data di nascita        | Note                                  |
| - | -------------------------------- | ---------------------- | ------------------------------------- |
| 1 | Spurgeon Elliot "Quincy" Seewald | 5 novembre 2015        | 4,4 kg per 54,6 cm; nato in casa      |
| 2 | Henry Wilberforce Seewald        | 6 febbraio 2017, 4:26  | 3,9 kg per 55,25 cm; nato in casa     |
| 3 | Ivy Jane Seewald                 | 26 maggio 2019, 17:57  | 3,5 kg per 52 cm; nata in casa        |
| † | baby Seewald                     |                        | aborto spontaneo a metà 2020          |
| 4 | Fern Elliana Seewald             | 18 luglio 2021         | 3,8 kg per 53,34 cm; nata in ospedale |
| † | baby Seewald                     |                        | aborto spontaneo nel 2022             |
| 5 | George Augustine Seewald         | 19 dicembre 2023, 2:30 | 4,14 kg; nato in ospedale             |

Jessa ha dato alla luce i primi 3 figli in casa ma dopo il parto del primo e della terza è stata portata d'urgenza in ospedale per emorragia così ora preferisce partorire in ospedale. 
I nomi del primogenito, Spurgeon Elliot, derivano dai cognomi del predicatore Charles H. Spurgeon e dei missionari James ed Elizabeth Elliot. I nomi del secondogenito, Henry Wilberforce, derivano dai cognomi del ministro battista Matthew Henry e dell'abolizionista della schiavitù William Wilberforce. I nomi della terzogenita, Ivy Jane, sono un omaggio all'edera (ivy in inglese) e alla regina Jane Grey. I nomi della quartogenita, Fern Elliana, sono un omaggio alla felce (fern in inglese). Sia Fern Elliana che George Augustine sono rainbow baby, in quanto nati dopo un aborti spontanei.
Jessa, dopo il GED nel 2010 è una stay-at-home-mom, mentre Ben, dopo il GED, si è laureato il 16 maggio 2015 in Scienze politiche al National Park College di Hot Springs e il 10 gennaio 2021 è stato nominato pastore calvinista.
Nel 2014 lei, Jana, Jill e Jinger hanno pubblicato il libro Growing up Duggar: It's all about relationships.
Jessa non ha mai né negato né confermato le molestie subite dal fratello Josh e non ha testimoniato contro Josh durante il processo del 2021.

### Jinger & Jeremy Vuolo
Jinger Nicole Duggar e Jeremy Joseph Vuolo si incontrano a metà 2015 durante un viaggio missionario in America del Sud e poi di nuovo mediante Jessa e Ben ma è solo il 21 maggio 2016 quando Jeremy inizia a corteggiarla ufficialmente e il 25 luglio a New York i due si fidanzano. La coppia si sposa il 5 novembre 2016 alla Cathedral of the Ozarks di Siloam Springs.
Jinger è nata il 21 dicembre 1993 a Tontitown da Jim Bob Duggar e Michelle Ruark ed è la sesta dei loro 19 figli; è nata in casa. 
Jeremy Vuolo è nato il 5 settembre 1987 a Downingtown da Charles "Chuck" Henry Vuolo Sr.(1952) e Diana Lynn Salamon (1955); fratello minore delle gemelle Angela - morta alla nascita - e Valerie Anne (1984) e di Charles Anthony Jr. (1985). Ha un tatuaggio sul bicipite.
Per le nozze, Jinger ha scelto come matron of honor Jessa e come braidesmaids Jana, Jill, Joy-Anna e Johannah, Valerie Vuolo - sorella di Jeremy -, la cognata Anna e le amiche Jennifer Hartono, Kenzie Peters e Rebekah Kelly, mentre Jeremy ha scelto suo fratello Charles come best man e John-David, Ben Seewald e gli amici James Song, Josue Soto e altri 5 come groomsmen, inoltre Josie ha sparso i fiori mentre Michael Duggar - figlio di Josh - ha portato le fedi. Dopo le nozze Jinger ha ammesso di aver infranto una delle Duggar family courting rules passando del tempo insieme a Jeremy senza alcuna supervisione. Dopo il matrimonio Jinger ha indossando spesso i pantaloni in pubblico.
La coppia è stata in luna di miele in Australia e Nuova Zelanda. 
I Vuolo hanno vissuto a Laredo, dove Jeremy è stato ordinato pastore della Grace Community Church, fino al 2019 quando si sono trasferiti a Los Angeles.
Jinger e Jeremy hanno 2 figlie femmine e aspettano un maschio:
|   | Nome                          | Data di nascita      | Note                                  |
| - | ----------------------------- | -------------------- | ------------------------------------- |
| 1 | Felicity "Lissy" Nicole Vuolo | 19 luglio 2018, 4:37 | 3,7 kg per 49,53 cm; nata in ospedale |
| † | Halleli Grace Vuolo           |                      | aborto spontaneo nel novembre 2019    |
| 2 | Evangeline Jo Vuolo           | 22 novembre 2020     | 3,2 kg per 50,8 cm; nata in ospedale  |
| 3 | baby Vuolo                    | 2025                 |                                       |

Il 3 gennaio 2018, Jinger e Jeremy annunciano di aspettare il primo figlio per l'estate e il 9 aprile che è una femmina; Felicity Nicole nasce in ospedale con parto naturale e con epidurale il 17 luglio 2018. Il 28 maggio 2020, la coppia ha annunciato che, dopo un aborto spontaneo nell'autunno 2019, a cui si riferiscono come Halleli Grace, aspettano una rainbow baby; Evangeline Jo nasce in ospedale con parto naturale il 22 novembre 2020. Il 5 ottobre 2024, Jinger e Jeremy annunciano di aspettare il terzo figlio e il 13 gennaio 2025 che è un maschio. 
Mentre Jinger, dopo aver superato il GED nel 2012, si è dedicata alla passione per la fotografia, Jeremy, dopo aver fatto il liceo e il college, ed esser stato, tra il 2004 e il 2015, portiere della Major League e della North American soccer League, in seguito allo scandalo di Josh, è stato ordinato pastore battista nel 2015. Jinger suona il piano, il violino e l'arpa. 
Nel 2014 lei, Jana, Jill e Jessa hanno pubblicato il libro Growing up Duggar: It's all about relationships e da sola ha pubblicato i libri Becoming free indeed: My story of disentangling faith from fear (2023) e People pleaser: Breaking free from the burden of imaginary expectations (2025), Jinger e Jeremy, nel 2020, hanno gestito il podcast religioso The hope we hold e il negozio online Hope & Stead e hanno pubblicato i libri The hope we hold: Finding peace in the promises of God (2021), You can shine so bright! (2022) e Jesus, our anchor: 90 days of hope (2025).
Jinger non ha mai né negato né confermato le molestie subite dal fratello Josh e non ha testimoniato contro Josh durante il processo del 2021 ma si è schierata apertamente contro di lui sui social e, tra il 2022 e il 2023, è stata ospite in varie trasmissioni TV in cui si è schierata contro i genitori e le regole di Bill Gothard.
Nel gennaio 2008 Jeremy è stato arrestato per guida in stato d'ebrezza.
Finché erano a Laredo hanno avuto un gatto soriano, Jacob.

### Joe & Kendra Duggar
Joseph "Joe" Garrett Duggar e Kendra Renee Caldwell si conoscono alla Lighthouse Baptist Church dove il padre di Kendra è pastore battista, l'8 marzo 2017 Joseph inizia a corteggiarla e il 26 maggio 2017, durante le nozze della sorella Joy-Anna con Austin, Joe chiede a Kendra di sposarlo. La coppia viene sposata l'8 settembre 2017 alla First Baptist Church di Siloam Springs dal padre della sposa, il reverendo Paul Caldwell.
Joe è nato il 20 gennaio 1995 a Tontitown da Jim Bob Duggar e Michelle Ruark ed è il settimo dei loro 19 figli.
Kendra è nata l'11 agosto 1998 a Fairfax (Virginia) dal pastore battista Gene Paul Caldwell (1977) e Christina Marie Hamrick (1979) ed è la 1ª di 9 figli: lei, Lauren Hope (2000), Micah Joel (2004), Nathan Paul (2007), Timothy (2009), Olivia Grace (2011), Jesiah Matthew (2015), Isaiah Gabriel (2018) e Moriah Faith (2021).
Per le nozze, Joe ha scelto come best man Josiah e come groosemen Josh, John-David, Jedidiah, Jeremiah, Jason, James e Justin e gli amici Trace Bates, Peter Query e un altro mentre Kendra ha scelto la sorella Lauren come maid of honor e la madre Christina Hamrick in Caldwell, Jana, Jill, Jessa, Jinger, Joy-Anna, Johannah e Jennifer nonché Anna Keller e l'amica Rachel P. come bridesmaids, inoltre Olivia - sorella di Kendra - ha sparso i fiori e Nathan e Timothy - fratelli di Kendra - hanno portato le fedi; durante la cerimonia è apparso uno stuntman che si è calato dal soffitto e al momento del bacio una pioggia di petali di rosa ha investito gli sposi. Tra l'inizio del corteggiamento e le nozze sono passati 6 mesi esatti.
La coppia è stata in luna di miele ad Atene. 
I Duggar vivono a Fayetteville (Arkansas) e hanno 4 figli (2 maschi e 2 femmine):
|   | Nome                   | Data di nascita                | Note                                                  |
| - | ---------------------- | ------------------------------ | ----------------------------------------------------- |
| 1 | Garrett David Duggar   | 8 giugno 2018, 13:36           | 3,4 kg per 52 cm; nato in ospedale con parto naturale |
| 2 | Addison Renee Duggar   | 2 novembre 2019, 5:33          | 3,5 kg per 52 cm; nata in ospedale con parto naturale |
| 3 | Brooklyn Praise Duggar | 19 febbraio 2021, 19:48        | 3,2 kg per 51 cm; nata in ospedale con parto naturale |
| 4 | Justus Duggar          | fine maggio inizio giugno 2022 | dati non diffusi ufficialmente                        |

Il 18 dicembre 2017, la coppia annuncia di aspettare il primo figlio e il 4 febbraio 2018 che è un maschio; Garret David Duggar nasce in ospedale l'8 giugno 2018 esattamente 9 mesi (39 settimane) dopo le nozze, il che fa di lui un honeymoon baby. L'11 aprile 2019, Joe e Kendra annunciato di aspettare il secondo figlio e il 25 giugno che è una femmina; Addison Renee nasce in ospedale il 2 novembre 2019. Il 19 agosto 2020, la coppia annuncia di aspettare il terzo figlio, una femmina; Brooklyn Praise nasce in ospedale il 19 febbraio 2021. Sebbene non sia mai stato comunicato ufficialmente, la coppia ha avuto un quarto figlio, un maschio, di nome Justus tra fine maggio e inizio giugno del 2022,
Dopo aver superato il GED nel 2012, Joe ha frequentato l'ALERT Academy nel 2013 e il Crown Bible College a Knoxville nel 2015, inoltre suona il piano e il violino mentre Kendra si è fermata dopo il GED. 
Dal 2015 Joe lavora per l'azienda di costruzioni del padre ma sta cercando di ottenere la licenza per diventare agente immobiliare e la patente per guidare camion mentre Kendra è un stay-at-home-mom.

### Josiah & Lauren Duggar
Josiah "Siah" Matthew Duggar e Lauren Milagro Swanson iniziano il corteggiamento ufficiale il 23 gennaio 2018 e il 5 marzo si fidanzano. La coppia viene sposata il 30 giugno 2018 alla John Brown University's Cathedral of the Ozarks a Siloam Springs dal pastore Dwain Swanson, il padre della sposa.
Josiah è nato il 28 agosto 1996 a Tontitown (AR) da Jim Bob Duggar e Michelle Ruark ed è l'ottavo dei loro 19 figli.
Lauren Swanson è nata il 18 maggio 1999 a Fairfax dal pastore battista Gene Paul Caldwell (1977) e Christina Marie Hamrick (1979) ed è la 1ª di 9 figli: lei, Lauren Hope (2000), Micah Joel (2004), Nathan Paul (2007), Timothy (2009), Olivia Grace (2011), Jesiah Matthew (2015), Isaiah Gabriel (2018) e Moriah Faith (2021).
Per le nozze, Josiah ha scelto Joe come best man e Jed, Jer, Jason e James, un fratello di Lauren, Austin Fosyth e l'amico Nate come groomsmen mentre Lauren ha scelto la sorella Lily come maiden of honor e la sorella Lydia, Jana e Joy-Anna nonché Kendra Caldwell e 3 amiche - tra cui Lauren Caldwell e Hannah Millsap - come braidesmaids, inoltre un fratellino di Lauren ha portato le fedi. Tra l'inizio del corteggiamento e le nozze sono passati solo 5 mesi. 
La coppia è stata in luna di miele al Parco nazionale di Yellowstone e a Vienna.
I Duggar vivono a Tontitown e hanno 3 figli (2 femmine e 1 maschio):
|   | Nome                 | Data di nascita        | Note                                                   |
| - | -------------------- | ---------------------- | ------------------------------------------------------ |
| † | Asa Duggar           |                        | aborto spontaneo                                       |
| 1 | Bella Milagro Duggar | 8 novembre 2019, 16:24 | 2,85 kg per 47 cm; nata in ospedale con parto naturale |
| † | C Duggar             |                        | aborto spontaneo non confermato ufficialmente          |
| 2 | Daisy Duggar         | marzo 2022             | dati non diffusi ufficialmente                         |
| 3 | Ezra Duggar          | maggio 2023            | dati non diffusi ufficialmente                         |

A febbraio 2019, la coppia racconta che a ottobre 2018 Lauren ha avuto un aborto spontaneo, a cui si riferiscono come Asa, mentre era incinta di poche settimane.
Il 20 maggio 2019, Siah e Lauren annunciano di aspettare un figlio, un rainbow baby e il 25 giugno che è una femmina; Bella Milagro nasce in ospedale l'8 novembre 2019. Nella seconda metà di marzo del 2022, Josiah e Lauren hanno una seconda figlia: Daisy. A inizio maggio 2023, la coppia ha un terzo figlio (forse un rainbow baby): Ezra. Dato che nel 2019, dopo la nascita di Bella, la coppia aveva dichiarato di voler seguire l'alfabeto per i nomi dei propri figli, ma non ci sono figli il cui nome inizia con la lettera "C", è possibile che Lauren abbia avuto un altro aborto spontaneo tra Bella e Daisy.
Josiah, dopo aver superato il GED nel 2013, ha frequentato l'ALERT Academy nel 2014, inoltre suona il piano, il violino e il violoncello e ha la licenza di volo mentre Lauren, che ama cantare, è infermiera diplomata.
Josiah attualmente lavora per l'azienda di costruzioni del padre ma sta cercando di ottenere la licenza per diventare agente immobiliare mentre Lauren è una stay-at-home-mom.
Tra il maggio e l'agosto del 2015, Josiah, prima di corteggiare Lauren, ha corteggiato Marjorie Ellen Jackson (1º febbraio 1998 da Gregory Jackson e Analucia Deleon; maggiore di 6 figli).

### Joy & Austin Forsyth
Joy-Anna "Joy" Duggar e Austin Martyn Forsyth erano amici da 15 anni quando, il 15 novembre 2016, lui inizia a corteggiarla ufficialmente e il 3 marzo 2017 i due si fidanzano. La coppia viene sposata il 26 maggio 2017 alla Cross Church di Rogers (Arkansas) dal pastore Paul Caldwell.
Joy è nata il 28 ottobre 1997 a Tontitown da Jim Bob Duggar e Michelle Ruark ed è la nona dei loro 19 figli.
Austin è nato il 13 dicembre 1993 a Combs da Terry Lynn Forsyth (1959) e Roxanne Waters (1963) ed ha una sorella maggiore, Meagan Elizabeth in Ballinger (1991; moglie e madre di 3 figli), e due paternal half-siblings, Brandon Lynn (1980; marito e padre di 4 figli) e Rachael Marie in Tunstill (1982; moglie e madre di 6 figli); è cresciuto al Fort Rock Christian family camp and Christian retreat center di Combs di proprietà della famiglia che, nel 2009, ha partecipato al programma della CMT World's Strictest Parents.
Per le nozze, Joy ha scelto come matron of honor Jill e come braidesmaids Jana, Jessa, Jinger, Johannah e Jennifer, la cognata Anna Keller, Meagan Ballinger - sorella di Austin - e le amiche Kendra Caldwell, Carlin Bates, Sierra Jo Dominguez e Heidi Query mentre Austin ha scelto come best man Bobby Ballinger Jr - marito di sua sorella Meagan - e come groomsmen il nonno paterno Edwin, John-David, il cognato Nick Tunstill - marito della sorellastra Rachael - e gli amici Aaron Patton, Andrew Patton, Jacob Wilson, Josiah Stangl, Logan Smith, Nate Paine, Peter Query e un altro; inoltre Alove Tunstill - figlia della half-sister di Austin - ha fatto da bambina dei fiori. Joy, al momento del lancio del bouquet, ha finto di lanciarlo per poi dirigersi a darlo a Kendra a cui subito dopo Joseph ha fatto la proposta di matrimonio. Tra l'inizio del corteggiamento e le nozze sono trascorsi solo 7 mesi circa. Inizialmente le nozze erano state fissate per l'autunno ma sono state anticipate; questo fatto, unito all'annuncio della coppia di aspettare il primo figlio il 30 agosto e una foto della ragazza con un pancino piuttosto pronunciato hanno fatto parlare di matrimonio riparatore.
La coppia è stata in luna di miele in Israele e in Svizzera.
I Forsyth vivono a Combs e hanno 3 figli (2 maschi e 1 femmina):
|   | Nome                         | Data di nascita         | Note                                                                                         |
| - | ---------------------------- | ----------------------- | -------------------------------------------------------------------------------------------- |
| 1 | Gideon Martyn Forsyth        | 23 febbraio 2018, 15:39 | 4,6 kg per 56 cm; nato con taglio cesareo d'urgenza perché podalico dopo 20 ore di travaglio |
| † | Annabel Elise Forsyth        |                         | partorita morta il 26 giugno 2019 alla 20ª settimane                                         |
| 2 | Evelyn 'Evy Mae' Mae Forsyth | 21 agosto 2020, 14:12   | 3.8 kg per 50 cm; nata in ospedale con parto naturale                                        |
| 3 | Gunner James Forsyth         | 17 maggio 2023          | 3,7 kg; nato in ospedale                                                                     |

Il 30 agosto 2017, Joy e Austin annuncia di aspettare il primo figlio; Gideon Martyn nasce podalico il 23 febbraio 2018 con taglio cesareo d'urgenza dopo 20 ore di travaglio esattamente 9 mesi (39 settimane) dopo le nozze, il che fa di lui un honeymoon baby. Il 1º maggio 2019, la coppia annuncia di aspettare il secondo figlio per l'autunno ma il 3 luglio comunicano che il 26 giugno, durante l'ecografia della 20ª settimana, hanno scoperto che la bambina che aspettavano, e che hanno deciso di chiamare Annabell Elise, era morta in utero. Il 19 marzo 2020, Joy e Austin annunciano di aspettare un'altra femmina, una rainbow baby per agosto; Evelyn Mae nasce in ospedale il 21 agosto 2020. Il 5 ottobre 2022, la coppia annuncia di aspettare il terzo figlio e il 18 novembre che è un maschio; Gunner James nasce in ospedale il 17 maggio 2023.
Joy, dopo aver superato il GED nel 2016 e nel gennaio 2017 ha fatto un internato al Arkansas House of Representatives per Charlene Fite col fratello Jedidiah mentre Austin si è fermato dopo il GED.
Joy e Austin hanno lavorato per un po' al Fort Rock Christian family camp and Christian retreat center di Combs di proprietà della famiglia di Austin, e ora si occupano di ristrutturare case.
I Forsyth hanno una labrador retriever nera, Brielle.
Joy non ha mai né negato né confermato le molestie subite dal fratello Josh e non ha testimoniato contro Josh durante il processo del 2021.

### Jed & Katey Duggar
Jedidiah "Jed" Robert Duggar e Katelyn "Katey" Koryn Nakatsu, il 18 marzo 2021, annunciano di essere fidanzati e il 3 aprile si sposano al Barn at the Springs a Springdale (Arkansas). 
Jed è nato il 30 dicembre 1998 a Tontitown da Jim Bob Duggar e Michelle Ruark ed è il decimo dei loro 19 figli, nonché gemello di Jeremiah.
Katey è nata il 29 luglio 1998 a Tempe da Kory Raymond Nakatsu (1966) e Kimberly "Kim" I. Flanigan (1968), divorziati dal 2005, e ha una sorella minore Lauren (2002) e due mathernal half-brothers: Jamie e Reed Roberts; il 1º agosto 2009 il padre si è risposato con Kerry Anne Sheppard (26 maggio 1968) - e di essere in procinto di sposarsi in aprile. Jedidiah e Katelyn si sono sposati il 3 aprile 2021; Jedidiah ha scelto come testimone (best man) il fratello gemello Jeremiah, mentre Katelyn ha scelto come damigella d'onore la sorella Lauren.
Per le nozze, Jed ha scelto Jeremiah come best man e Joe, Josiah, Jason, James, Justin, il cognato Austin Forsyth e l'amico Joseph Shoemaker come groomsmen mentre Katey ha scelto la sorella Lauren come maid of honor e l'half-sister Jamie Roberts, Jinger, Johanna e Jordyn-Grace e l'amica Lydia Poteet come bridesmaids, inoltre Meredith - figlia di Josh - e Felicity - figlia di Jinger - sono state flower girls e Marcus - figlio di Josh - ha portato le fedi.
I Duggar vivono a Tontitown e hanno 4 figli (1 maschio e 3 femmine):
|   | Nome                 | Data di nascita      | Note                             |
| - | -------------------- | -------------------- | -------------------------------- |
| 1 | Truett Oliver Duggar | 2 maggio 2022, 18:34 | 3,6 kg; nato in ospedale         |
| 2 | Nora Kate Duggar     | 24 maggio 2023       | 2,79 kg; nata in ospedale        |
| 3 | Elsie Kate Duggar    | 8 gennaio 2025       | 14:06; 2,78 kg; nata in ospedale |
| 4 | Emma Kate Duggar     | 8 gennaio 2025       | 14:13; 3,26 kg; nata in ospedale |

Il 6 settembre 2021, Jed e Katey annunciano di aspettare il loro primo figlio e il 7 gennaio 2022 che è un maschio; Truett Oliver nasce in ospedale il 2 maggio 2022. La secondogenita della coppia, Nora Kate, nasce in ospedale il 24 maggio 2023. Il 18 luglio 2024, Jed e Katey annunciano di aspettare due gemelle femmine per il 2025; Elsie Kate ed Emma Kate nascono in ospedale l'8 gennaio 2025, rispettivamente alle 14:06 e alle 14:13.
Jed, dopo aver superato il GED nel 2016, aver fatto, nel 2017, con la sorella Joy-Anna, un internato al Arkansas House of Representatives per Charlene Fite, ed essersi candidato, senza però vincere, per i Conservatori al Arkansas House of Representatives del District 89, nel novembre 2019, ora lavora per l'azienda di costruzioni del padre e possiede la Champion Motorcars, concessionaria d'auto un tempo di Josh, mentre Katey è una stay-at-home-mom.
Secondo un ex impiegato della famiglia Jed era interessato a corteggiare Kendra Caldwell ma ha dovuto "lasciarla" al fratello maggiore Joseph.

### Jud & Claire Duggar
Justin "Jud" Samuel Duggar e Claire Yvonne Spivey annunciano il corteggiamento iniziato nel 2019 e il 16 novembre 2020, il giorno dopo il suo 18º compleanno, Justin annuncia che lui e Claire sono fidanzati ufficialmente. La coppia si è sposata il 26 febbraio 2021, il giorno prima del 20º compleanno di Claire. 
Jud è nato il 15 novembre 2002 a Tontitown da Jim Bob Duggar e Michelle Ruark ed è il 14º dei loro 19 figli.
Claire è nata il 27 febbraio 2001 a Fort Worth da Robert Tarver Spivey Jr (1973) e Hilary Yvonne Atherton (1978) ed è la 1ª di 6 figli: lei, Robert Tarver III (2003), Paige (2006), Wyatt Slade (2010), Taylor (2012) e Carson Lynn (2016).
Per le nozze, Jud ha scelto come best man Jason e come groomsmen John-Davi, James, Jackson, il cognato Austin Forsyth e Robert Spivey - fratello di Claire - mentre Claire come matron of honor madre Hilary e come braidesmaids la sorella Paige, la zia Geri-Anne Smith, Johanna e Abbie Burnett, inoltre gli amici Jackson e Warden Bates sono stati usher, Carson - sorella di Claire - è stata flower girl e Michael e Michael - figli di Josh - e Wyatt e Taylor - fratelli di Claire - hanno portato le fedi.
I Duggar vivono a Fort Worth.
Justin ha seguito i programmi di home-schooling di IBLP e ACE.
Sia Justin che Claire lavorano per l'azienda di Robert Spivey Jr., la Spivey Construction di Fort Worth, lui come manovale e lei come segretaria.
Si dice che il fidanzamento sia avvenuto il giorno dopo il 18º compleanno di Justin in modo che entrambi fossero maggiorenni e le nozze siano state celebrate il giorno prima del 20º compleanno di Claire in modo che entrambi fossero ancora teenagers.

## Cast secondario
- James Robert "Jim Bob" Duggar: nato il 18 luglio 1965 in Arkansas da James Lee "JL" Duggar  (1936-2009) e Mary Leona Lester (1941-2019); fratello minore di Deanna Lee Duggar (1963) e zio di Rachelle Duggar in King (1986; moglie e madre di 1 figlio); marito di Michelle e padre di 19 figli.
- Michelle Annette Ruark in Duggar : nata il 13 novembre 1966 in Ohio da Garrett Floyde Ruark Sr. (1924-2010) ed Ethel Marie Hardin (1927-1991); ultima di 7 figli: Pamela Ethel in Peters (1944), Freda Louise ex Benderman (1948-2015), Evelyn Alice (1950), Kathie Ann in Arnold (1952-2013), Garrett Floyd Jr (1954), Carolyn Jeannite in Hutchinson (1961) e lei; moglie di Jim Bob e madre di 19 figli.
- Jeremiah "Jer" Robert Duggar: nato il 30 dicembre 1998; 11° figlio di Jim Bob e Michelle e gemello di Jedidiah. Dopo aver superato il GED nel 2015, ha frequentato l'ALERT Academy. Il 26 marzo 2022 ha sposato Hannah Marlys Wissmann (1995) e da lei ha avuto 3 figlie.
- Jason "Jase" Michael Duggar: nato il 21 aprile 2000; 12° figlio di Jim Bob e Michelle. Dopo aver superando il GED ha frequentato l'ALERT Academy con James. Il 03 ottobre 2024 ha sposato Madison "Maddie" Grace Jones.
- James Andrew Duggar (detto "Slim Jim"): nato il 7 luglio 2001; 13° figlio di Jim Bob e Michelle. Dopo aver superando il GED, ha frequentato l'ALERT Academy con Jason.
- Jackson Levi Duggar: nato il 23 maggio 2004; 15° figlio di Jim Bob e Michelle.
- Johannah "Hannie" Faith Duggar: nata l’11 ottobre 2005; 16a figlia di Jim Bob e Michelle.
- Jennifer "Jenni" Danielle Duggar: nata il 2 agosto 2007; 17a figlia di Jim Bob e Michelle.
- Jordyn-Grace "Jordyn" Makiya Duggar: nata il 18 dicembre 2008; 18a figlia di Jim Bob e Michelle.
- Josie Brooklyn Duggar: nata prematura il 10 dicembre 2009; 19a figlia di Jim Bob e Michelle.
- Anna Renée Keller in Duggar: nata il 23 giugno 1988 in Florida da Michael Edward Keller e Lillie Suzette Stembridge; 5ª di 8 figli; moglie di Josh e madre di Mackynzie, Michael, Marcus, Meredith, Mason, Maryella e Madyson Lily
- Mackynzie Renée Duggar: nata l’8 ottobre 2009; 1° figlia di Josh e Anna.
- Michael James Duggar: nato il 15 giugno 2011; 2° figlio di Josh e Anna.
- Marcus Anthony Duggar: nato il 2 giugno 2013; 3° figlio di Josh e Anna.
- Meredith Grace Duggar: nato il 16 luglio 2015; 4° figlia di Josh e Anna.
- Mason Garrett Duggar: nato il 12 settembre 2017; 5° figlio di Josh e Anna.
- Maryella Hope Duggar: nata il 2 novembre 2019; 6° figlia di Josh e Anna.
- Tyler Wayne Hutchins: nato il 10 febbraio 2008 da Rachel Nicole in Wright - figlia di Carolyn Jeannite Ruark (sorella di Michelle) e suo marito John Hutchins - e padre ignoto; dal 21 novembre 2016 al giugno 2023, Jim Bob e Michelle Duggar vengono nominati suoi tutori legali ma ora è stato affidato ai nonni materni, Carolyn Jeannite Ruark e John Hutchins.

## Ex membri del cast principale
Mary Leona Lester ved. Duggar nata il 26 maggio 1941 e morta il pomeriggio del 9 giugno 2019 per annegamento accidentale in piscina; vedova di James Lee "JL" Duggar e madre di Jim Bob e Deanna Lee.

### Jill& Derick Dillard (2015-2017)
Jill Michelle Duggar e Derick Michael Dillard si conoscono via FaceTime dopo che Derick, il 29 marzo 2013, ha chiesto il permesso a Jim Bob; dato che al tempo Derick si trovava a Kathmandu (Nepal) come missionario Jim Bob e Jill lo raggiungono a novembre 2013 e a gennaio 2014, dopo il suo definitivo ritorno negli USA, Derick inizia a corteggiarla ufficialmente. Il 29 aprile 2014 i due si fidanzano e il 21 giugno 2014 la coppia si sposa alla Cross Church di Springdale (AK).
Jill nasce il 17 maggio 1991 in Arkansas da Jim Bob Duggar e Michelle Ruark ed la 4a dei loro 19 figli. 
Derick ansce il 9 marzo 1989 a Rogers (AK) da Richard "Rick" W. Dillard (1957-2008) e Catherine "Mima" Lynn George ved. Dillard in Bynum (1957) e ha un fratello minore, Daniel "Dan" David (1990; marito e padre di tre figli).
Per le mozze, Jill ha scelto Jana come maid of honor e Jessa, Jinger, Joy-Anna e Johannah nonché la cognata Anna come bridesmaids mentre Derick ha scelto il fratello Dan come best man e suo cugino Tony Dillard, John-David e Joe, nonché gli amici Stephen Jones e Madison McCalmon come groomsmen inoltre Jennifer, Jordyn-Grace e Josie e Mackynzie Duggar - figlia di Josh - hanno annunciato l'arrivo della sposa mentre Jackson e Michael Duggar - figlio di Josh - hanno portato le fedi. Tra il loro primo incontro e le nozze sono passati 7 mesi. 
La coppia è stata in luna di miele a Kill Devil Hills (NC).
I Dillard hanno vissuto a Rogers (AK) fino al 20 aprile 2019 quando si sono trasferiti a Lowell (AK) in una casa costruita da loro stessi.
Jill e Derick hanno avuto 3 figli maschi:
|   | Nome                      | Data di nascita      | Note                                                                            |
| - | ------------------------- | -------------------- | ------------------------------------------------------------------------------- |
| 1 | Israel David Dillard      | 6 aprile 2015, 22:49 | 4,36 kg per 58,4 cm; nato con taglio cesareo d'urgenza dopo 70 ore di travaglio |
| 2 | Samuel Scott Dillard      | 8 luglio 2017, 13:02 | 4,36 kg per 50,8 cm; nato con taglio cesareo dopo 40 ore di travaglio           |
| † | River Bliss Dillard       |                      | aborto spontaneo a ottobre 2021                                                 |
| 3 | Frederick Michael Dillard | 7 luglio 2022        | nato con taglio cesareo programmato                                             |
| † | Isla Marie Dillard        |                      | morte in utero ad aprile 2024 (4º mese)                                         |

Il 20 agosto 2014, Jill e Derick annunciano di aspettare il primo figlio, un maschio per il 24 marzo 2015 ma Jill deve aspettare altri 9 giorni prima che le si rompano le acque e solo dopo 70 ore di travaglio e un taglio cesareo d'urgenza riesce ad avere il bambino; Israel David nasce il 6 aprile 2015 esattamente 9 mesi e 15 giorni dopo le nozze, il che fa di lui un honeymoon baby. A fine 2016, la coppia annuncia di aspettare il secondo figlio, un altro maschio; Samuel Scott nasce l'8 luglio 2017 con taglio cesareo dopo 40 ore di travaglio e passa due settimane nel reparto di Terapia intensiva neonatale. Nell'ottobre 2021, Jill e Derick annunciano l'aborto spontaneo del loro terzo figlio, a cui si riferiscono chiamandolo River Bliss. Il 07 luglio 2022, la coppia annunciala nascita del terzo figlio, Frederick Michael, un rainbow baby . Nell'aprile del 2024, Jill e Derick annunciano di aver perso una figlia, Isla Marie, morta in utero al 4° mese di gravidanza.
Jill, nel 2014, ha pubblicato con le sorelle Jana, Jessa e Jinger il libro Growing up Duggar: It's all about relationships e, a settembre 2015, dopo aver superato il GED nel 2007, si è diplomata in ostetricia - la validità del suo diploma è stata però messa spesso in dubbio - ma ha smesso di praticare quando alla sua mentore Vanessa Giron è stata revocata la licenza per essersi rifiutata di chiamare il 911 causando paralisi cerebrale a una neonata, mentre Derick, dopo essersi laureato in Economia aziendale alla Oklahoma State University Stillwater (OK) - di cui vestiva i panni della mascotte Pistol Pete - nel 2011, ha lavorato negli uffici del Walmart locale fino a luglio 2015 quando è stato licenziato a causa dello scandalo che ha coinvolto il cognato Josh Duggar. È così che a fine estate 2015, dopo aver chiesto ai fan di inviare donazioni per una missione in America Centrale, Jill, Derick e Israel sono partiti per El Salvador per lavorare 10 mesi con la S.O.S. Ministries ma, ad agosto, sono dovuti tornare a casa perché ritenuti «non qualificati per l'incarico» giacché nessuno dei due aveva studiato la teologia, la Bibbia, l'Evangelismo o la storia della Chiesa a livello universitario; a causa di ciò i Dillard sono stati accusati di aver usato le donazioni ricevute per scopi privati e non benefici. I Dillard hanno effettuato vari viaggi missionari in Guatemala tra ottobre 2015 e maggio 2017 per poi tornare definitivamente negli USA a metà 2017. 
Ad ottobre 2017, Derick viene stato licenziato dalla TLC a cause di alcuni twitt anti-transgender riguardanti la teenstar transgender Jazz Jennings e, poco dopo, anche Jill lascia lo show Counting On a causa di controversie riguardanti il contratto con la TLC: Jim Bob, seppur non apparisse nello show, era l'unico a venire effettivamente pagato; è così che Jill e Derick si allontanano dal resto della famiglia Duggar e Jill vive alcune esperienze tipiche dell'adolescenza e che la famiglia di origine le aveva vietato (es.: piercing al naso, tatuaggio all'henné, indossare pantaloni in pubblico). Derick, ancora senza lavoro, si iscrive alla scuola per ministri battisti C3 - Cross Church School of Ministry, ottenendo l'abilitazione come ministro battista, e poi alla facoltà di legge della University of Arkansas, laureandosi il 10 maggio 2021, e le cui rette paga grazie a due raccolte fondi rispettivamente di 6.500$ e 10.000$.
Il 3 giugno 2015, durante il The Kelly File della Fox News Channel, Jill e Jessa hanno raccontato a Megyn Kelly di esser state molestate da Josh tra il 2002 e il 2003. 
Tra novembre e dicembre 2021, Jill ha testimoniato al processo contro il fratello Josh e nel 2023 ha pubblicato Counting the cost un libro contro la rigida educazione impartitagli dai genitori.
Nella primavera del 2021, i Dillard hanno adottato un pastore belga femmina, Fenna.